# Ілова
Ілова (пол. Iłowa, нім. Halbau) — місто в західній Польщі.
Належить до Жаганського повіту Любуського воєводства.

## Демографія
Демографічна структура станом на 31 березня 2011 року:
|          | Загалом | Допрацездатний вік | Працездатний вік | Постпрацездатний вік |
| -------- | ------- | ------------------ | ---------------- | -------------------- |
| Чоловіки | 1938    | 386                | 1340             | 212                  |
| Жінки    | 2129    | 363                | 1244             | 522                  |
| Разом    | 4067    | 749                | 2584             | 734                  |